# Psofoda crestat oriental
El psofoda crestat oriental (Psophodes cristatus) és una espècie d'ocell de la família dels psofòdids (Psophodidae).

## Hàbitat i distribució
Habita la mulga, garrigues i sabanes de l'interior àrid d'Austràlia al nord-est d'Austràlia Meridional, sud-oest de Queensland, oest de Nova Gal·les del Sud i extrem nord-oest de Victòria.